# اچ‌ام‌اس ترایدنت (۱۷۶۸)

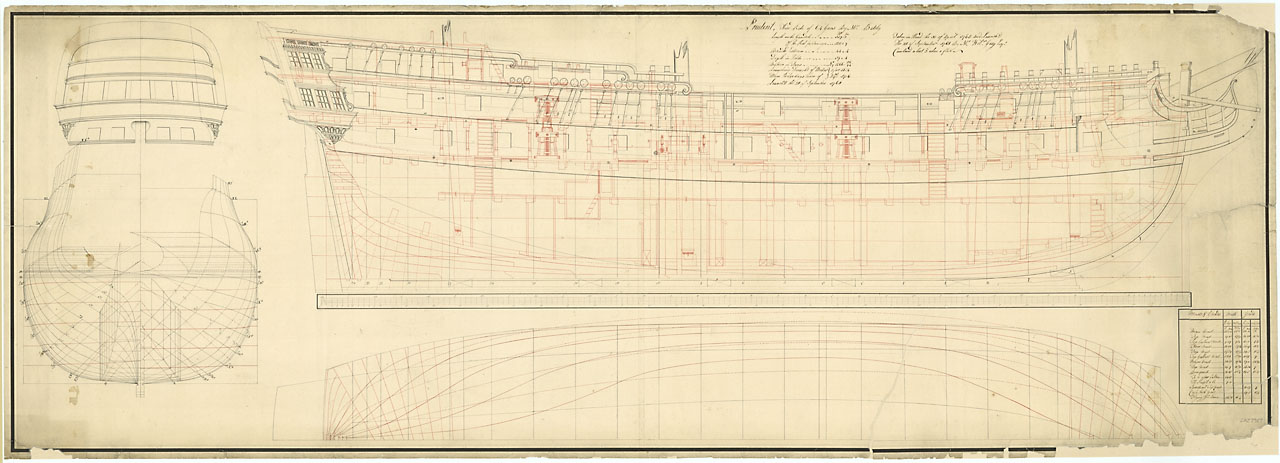
اچ‌ام‌اس ترایدنت (۱۷۶۸)

اچ‌ام‌اس ترایدنت (۱۷۶۸) (به انگلیسی: HMS Trident (1768)) یک کشتی بود که طول آن ۱۵۸ فوت ۹ اینچ (۴۸٫۳۹ متر) بود. این کشتی در سال ۱۷۶۸ ساخته شد.